# Kosmos 277
O Kosmos 277 (em russo: Космос 277) também denominado DS-P1-Yu Nº 20, foi um satélite artificial soviético lançado ao espaço com sucesso no dia 4 de abril de 1969 através de um foguete Kosmos-2I a partir do Cosmódromo de Plesetsk.

## Características
O Kosmos 277 foi o vigésimo membro da série de satélites DS-P1-Yu e o décimo nono lançado com sucesso após o fracasso do lançamento do segundo membro da série. Sua missão era auxiliar sistemas antissatélites e antimíssil soviéticos.
O Kosmos 277 foi injetado em uma órbita inicial de 805 km de apogeu e 284 km de perigeu, com uma inclinação orbital de 71 graus e um período de 91,9 minutos. Reentrou na atmosfera terrestre em 6 de julho de 1969.